# پارک جون گیو
پارک جون گیو (کره‌ای: 박준규؛ زادهٔ ۲۷ ژوئن ۱۹۶۴) بازیگر اهل کره جنوبی است. وی از سال ۱۹۸۸ تا کنون مشغول فعالیت است.

## فیلم‌شناسی

### مجموعه تلویزیونی
- 그해 겨울은 따뜻했네 (کی‌بی‌اس، ۱۹۸۸)
- 기쁨이면서 슬픔인 채로 (کی‌بی‌اس، ۱۹۹۳)
- پلیس (کی‌بی‌اس، ۱۹۹۴)
- تیراندازی (کی‌بی‌اس، ۱۹۹۶)
- یک کشور دوردست (کی‌بی‌اس۲، ۱۹۹۶)
- مسابقه سرعت (کی‌بی‌اس، ۱۹۹۷)
- هونگ گیل دونگ (اس‌بی‌اس، ۱۹۹۸)
- رئیس (ام‌بی‌سی، ۱۹۹۸)
- مرکز پزشکی (اس‌بی‌اس، ۲۰۰۰)
- سه دوست (ام‌بی‌سی، ۲۰۰۱) (بازیگر مهمان)
- دوره روستایی (اس‌بی‌اس، ۲۰۰۲)
- یادآوری (ام‌بی‌سی، ۲۰۰۲)
- عصر جنگجویان (کی‌بی‌اس۱، ۲۰۰۳)
- دامو (ام‌بی‌سی، ۲۰۰۳)
- خانه آپگوجونگ (اس‌بی‌اس، ۲۰۰۳)
- جانگ گیل سان (اس‌بی‌اس، ۲۰۰۴)
- من سم هستم (کی‌بی‌اس۲، ۲۰۰۷)
- زن زیبایی بی همتا، پارک جونگ گوم (ام‌بی‌سی، ۲۰۰۸)
- تو باارزش منی (کی‌بی‌اس۲، ۲۰۰۸)
- مری با من ازدواج کن (کی‌بی‌اس۲، ۲۰۱۰)
- بک دونگ سو دلاور (اس‌بی‌اس، ۲۰۱۱)
- نورها و سایه‌ها (ام‌بی‌سی، ۲۰۱۱)
- آرانگ و دادرس (ام‌بی‌سی، ۲۰۱۲)[۳]
- ازدواج بدون قرار (تی‌وی‌ان، ۲۰۱۴)
- گردش خانواده (اس‌بی‌اس، ۲۰۱۵)
- منو بکش، خلاصم کن (ام‌بی‌سی، ۲۰۱۵)
- شورشی: دزدی که از مردم می‌دزدد (ام‌بی‌سی، ۲۰۱۷)
- بازگشت (اس‌بی‌اس، ۲۰۱۸)
- معجزه‌ای که ملاقات کردیم (کی‌بی‌اس، ۲۰۱۸)
- زوج تحقیقات (ام‌بی‌سی، ۲۰۱۸)

### ورایتی شو
- استار جونیور شو (اس‌بی‌اس، ۲۰۰۹)
- هانترز (اس‌بی‌اس، ۲۰۰۹)[۴]
- به یک خانواده نیاز دارم - فصل ۴ (ام‌بی‌سی اوری۱، ۲۰۱۰)
- رستوران برادران (اس‌بی‌اس‌ئی!، ۲۰۱۰)
- Hello Pot (کی‌بی‌اس، ۲۰۱۱)
- تروث گیم (اس‌بی‌اس، ۲۰۱۱)
- استار کینگ (اس‌بی‌اس، ۲۰۱۲)
- تاپ گیر - فصل ۳ (اکس‌تی‌ام، ۲۰۱۲)
- وقار خانواده: فول هاوس (کی‌بی‌اس، ۲۰۱۳)

### موزیک ویدئو
- «Let's Not Run Into Each Other Again» (마주치치 말자) (۲۰۰۹) - جانگ هه جین